# Condado de Dickinson (Míchigan)
El condado de Dickinson (en inglés: Dickinson County), fundado en 1891, es un condado del estado estadounidense de Míchigan. En el año 2000 tenía una población de 27.472 habitantes con una densidad de población de 14 personas por km². La sede del condado es Iron Mountain.

## Geografía
Según la oficina del censo el condado tiene una superficie total de 2012 km² (776,8 mi²), de los que 1984 km² (766 mi²) son tierra y 28 km² (10,8 mi²) (1,39%) son agua.

## Condados adyacentes
- Condado de Marquette - norte
- Condado de Menominee - sureste
- Condado de Marinette - sur
- Condado de Florence - suroeste
- Condado de Iron - oeste

### Principales carreteras y autopistas
- U.S. Autopista 2
- U.S. Autopista 8
- U.S. Autopista 141
- Carretera estatal 69
- Carretera estatal 95
- Carretera del condado 69

## Demografía
Según el censo del 2000 la renta per cápita media de los habitantes del condado era de 34.825 dólares y el ingreso medio de una familia era de 43.021 dólares. En el año 2000 los hombres tenían unos ingresos anuales 36.501 dólares frente a los 22.952 dólares que percibían las mujeres. El ingreso por habitante era de 18.516 dólares y alrededor de un 9,10% de la población estaba bajo el umbral de pobreza nacional.

## Lugares

### Ciudades
- Iron Mountain
- Kingsford
- Norway

### Lugar designado por el censo
- Quinnesec

### Comunidades no incorporadas
- Alfred
- Channing
- East Kingsford
- Felch
- Felch Mountain
- Floodwood
- Foster City
- Granite Bluff
- Hardwood
- Hylas
- Loretto
- Merriman
- Metropolitan
- Ralph
- Randville
- Sagola
- Skidmore
- Theodore
- Vulcan
- Waucedah

### Municipios
| - Municipio de Breen - Municipio de Breitung | - Municipio de Felch - Municipio de Norway | - Municipio de Sagola - Municipio de Waucedah | - Municipio de West Branch |